# 游智開
游智開（1816年—1899年），湖南新化人，举人出身、清朝政治人物。
咸丰元年（1851年）中举人，拣选知县，后历任無為州、灤州知州及永平府知府。光緒十一年（1885年），擢升为四川按察使。十二年，护理四川总督。光緒十四年，迁广东布政使，署理广东巡抚。光緒十六年，游以年事已高请辞。光绪二十一年八月二十（1895年10月8日），复起为廣西布政使，光绪二十五年正月初六（1899年2月15日）游因病解职，任内游的养廉银及俸禄都用于办理公益之事，而非为自身私用。《清史稿》有傳。

## 延伸阅读
[在维基数据编辑]
 《清史稿·卷451》，出自趙爾巽《清史稿》